# Pedieos
Le Pedieos (en grec standard Πεδιαίος, Pediéos ; en dialecte cypriote Πηθκιάς, Pithkiás, ou Πηδιάς, Pidiás ; en turc Kanlı Dere) est le plus long fleuve de Chypre. 

## Géographie
Il prend sa source dans le massif du Troodos, coule au nord-est à travers la plaine de la Mésorée et irrigue la capitale Nicosie, avant de se jeter dans la mer Méditerranée dans la baie de Famagouste.
Il a une longueur d'environ 100 kilomètres.